# Ільбеші (Чебоксарський район)
Ільбеші́ (рос. Ильбеши, чув. Илпеш) — присілок у складі Чебоксарського району Чувашії, Росія. Входить до складу Сіньяльського сільського поселення.
Населення — 268 осіб (2010; 289 у 2002).
Національний склад:
- чуваші — 94 %